# Faramea platypoda
Faramea platypoda är en måreväxtart som beskrevs av Johannes Müller Argoviensis. Faramea platypoda ingår i släktet Faramea och familjen måreväxter. Inga underarter finns listade i Catalogue of Life.